# سایونارا
سایونارا (انگلیسی: Sayonara) فیلمی درام عاشقانه آمریکایی محصول سال ۱۹۵۷ به کارگردانی جاشوا لوگان و با بازی مارلون براندو، پاتریشیا اوونز، جیمز گارنر، مارتا اسکات، مِیوشی اومکی، رد باتنز، میکو تاکا و ریکاردو مونتالبان است. داستان فیلم دربارهٔ یک خلبان نیروی هوایی ایالات متحده در دوران جنگ کره است که عاشق یک رقصندهٔ مشهور ژاپنی می‌شود. فیلم‌نامه را پاول آزبورن بر پایهٔ رمان سال ۱۹۵۴ نوشتهٔ جیمز ای. میشنر با همین نام اقتباس کرده‌ است.
برخلاف بسیاری از فیلم‌های عاشقانهٔ دههٔ ۱۹۵۰، سایونارا مستقیماً به موضوع نژادپرستی و تعصب می‌پردازد. این فیلم در ۲۵ دسامبر ۱۹۵۷ توسط برادران وارنر اکران شد و با تحسین منتقدان و موفقیت تجاری روبه‌رو شد. در سی‌امین دورهٔ جوایز اسکار در ۹ رشته نامزد شد و چهار جایزه از جمله اسکار بهترین بازیگر نقش مکمل مرد برای رد باتنز و اسکار بهترین بازیگر نقش مکمل زن برای اومکی را دریافت کرد. اومکی با این جایزه، نخستین زن زادهٔ شرق آسیا شد که اسکار گرفت.

## داستان
سرگرد لوید «ایس» گروور، خلبان جنگندهٔ نیروی هوایی ایالات متحده و پسر یک ژنرال ارتش ایالات متحده، در پایگاه نیروی هوایی ایتامی، نزدیک کوبه در ژاپن مستقر شده‌ است. او به‌دستور ژنرال وبستر، پدر نامزدش آی‌لین، از خدمت رزمی در کره بازگردانده شده‌ است. اگرچه ایس و آی‌لین سال‌ها با یکدیگر رابطه داشته‌اند، اما رابطه‌شان تیره‌وتار شده‌ است.
یکی از افراد تحت فرمان ایس، خدمهٔ فنی‌اش، جو کلی، قصد دارد با دختری ژاپنی به نام کاتسومی ازدواج کند، با وجود مخالفت مقامات نظامی آمریکا که چنین ازدواج‌هایی را به‌رسمیت نمی‌شناسند، زیرا این ازدواج‌ها طبق قوانین ضد اختلاط نژادی در ایالات متحده غیرقانونی محسوب می‌شوند. نیروی هوایی و خود ایس نیز مخالف این ازدواج‌اند. ایس و جو در این مورد با یکدیگر مشاجره می‌کنند، و ایس واژه‌ای نژادپرستانه دربارهٔ کاتسومی به‌کار می‌برد. ایس سپس عذرخواهی می‌کند و می‌پذیرد ساقدوش جو در مراسم ازدواجش باشد.
ایس با هنرمندی ژاپنی به نام هانا-اوگی آشنا می‌شود که بازیگر اصلی گروه زنانهٔ تئاتری "ماتسوبایاشی" است، گروهی مشابه تاکارازوکا. او این آشنایی را از طریق کاتسومی پیدا می‌کند. آی‌لین درمی‌یابد که توجه ایس دیگر به او نیست و با یک بازیگر مشهور کابوکی به نام ناکامورا رابطهٔ دوستانه برقرار می‌کند. زمانی که می‌شنود خانهٔ جو تحت نظارت ارتش قرار گرفته، گمان می‌کند ایس در خطر است و برای هشدار دادن به او می‌رود.
جو مورد تبعیض آشکاری از سوی سرهنگ کراوفورد قرار می‌گیرد و مجبور به انجام وظایف سخت و ناخوشایند می‌شود. وقتی مقرر می‌شود که جو و دیگر نظامیان ازدواج‌کرده با زنان ژاپنی به ایالات متحده بازگردانده شوند، جو درمی‌یابد که نمی‌تواند همسر باردارش را با خود ببرد. ایس نزد ژنرال وبستر می‌رود و برای ماندن جو در ژاپن التماس می‌کند، اما ژنرال نمی‌پذیرد و می‌گوید نمی‌تواند استثنا قائل شود. ایس پاسخ می‌دهد که خودش هم در چنین وضعیتی است، چون قصد دارد با هانا-اوگی ازدواج کند. آی‌لین و مادرش نیز در این گفتگو حضور دارند و ایس از آی‌لین بابت رنجاندنش عذرخواهی می‌کند. آی‌لین درمی‌یابد که ایس هرگز او را آن‌گونه که عاشق هانا-اوگی است، دوست نداشته و تصمیم می‌گیرد نزد ناکامورا برود.
خانهٔ جو و کاتسومی توسط پلیس نظامی مهر و موم می‌شود و ایس نیز توسط ژنرال بازداشت شده و در حبس خانگی قرار می‌گیرد. به او گفته می‌شود احتمالاً به آمریکا بازگردانده خواهد شد و هانا-اوگی نیز به توکیو فرستاده می‌شود. جو فرار می‌کند و دو پلیس نظامی از ایس می‌خواهند از طریق آشنایی‌های محلی‌اش در پیدا کردن جو کمک کند، تا او را بدون تشکیل پرونده به آمریکا بازگردانند، چون در غیر این‌صورت ممکن است اتهاماتی مانند ترک عمدی مأموریت در زمان جنگ، یا حتی فرار از خدمت به او وارد شود. ایس همراه با سروان بیلی، جو و کاتسومی را پیدا می‌کند، اما درمی‌یابد که آن دو پس از بازگشت مخفیانه به خانه‌شان، دست به خودکشی دوگانه زده‌اند تا از جدایی بگریزند. اندکی بعد، هانا-اوگی بی‌خبر و تنها به خانهٔ آن‌ها می‌رسد. او پنجره‌ای را باز می‌کند و با صدای آرام و اشک‌بار «سایونارا» را خطاب به جو، کاتسومی و ایس زمزمه می‌کند، بی‌آن‌که کسی بشنود. سپس از در پشتی خانه خارج می‌شود.
پس از خروج از خانهٔ جو، ایس و بیلی توسط گروهی از ژاپنی‌های ضدآمریکایی مورد حمله قرار می‌گیرند، اما همسایگان همدل ژاپنی به یاری آنان می‌شتابند و نزاعی گسترده در خیابان در می‌گیرد. ایس و بیلی در میان این درگیری‌ها می‌گریزند.
مرگ جو و کاتسومی عزم ایس را برای ازدواج با هانا-اوگی راسخ‌تر می‌کند. او به تماشاخانه می‌رود تا او را پیدا کند، اما می‌فهمد که هانا-اوگی یک هفته زودتر کوبه را به مقصد توکیو ترک کرده است. ژنرال وبستر که گمان می‌کند بحران پایان یافته، بابت اتفاقی که برای جو و کاتسومی افتاده عذرخواهی می‌کند و می‌گوید به‌زودی قوانینی برای قانونی‌شدن ازدواج‌های میان‌نژادی در ایالات متحده تصویب خواهد شد.
ایس کوبه را ترک می‌کند و به توکیو پرواز می‌کند. او هانا-اوگی را در تماشاخانه‌ای جدید پیدا می‌کند و از او می‌خواهد همسرش شود. آن‌ها از تماشاخانه خارج می‌شوند و هانا-اوگی به خبرنگاران ژاپنی و آمریکایی اعلام می‌کند که قصد دارند ازدواج کنند. زمانی که خبرنگار نشریهٔ نظامی از ایس می‌پرسد که این ازدواج را چطور برای مقامات عالی‌رتبهٔ نظامی و همچنین برای مردم ژاپن توضیح خواهد داد، ایس پاسخ می‌دهد: «بهشون بگو ما گفتیم "سایونارا".»

## بازیگران
- مارلون براندو
- رد باتنز
- ریکاردو مونتالبان
- مارتا اسکات
- میوشی اومه‌کی
- جیمز گارنر
- میکو تاکا
- کنت اسمیت

## جوایز
سایونارا برنده جوایز اسکار زیر شده است:
- جایزه اسکار بهترین بازیگر نقش مکمل مرد (رد باتنز)
- جایزه اسکار بهترین بازیگر نقش مکمل زن (میوشی اومه‌کی)
- جایزه اسکار بهترین کارگردانی هنری (تد هاوورث و رابرت پریستلی)
- جایزه اسکار بهترین صدابرداری (جورج گروس)

نامزدها
- جایزه اسکار بهترین بازیگر نقش اول مرد (مارلون براندو)
- جایزه اسکار بهترین فیلمبرداری (الزوورث فردریکس)
- جایزه اسکار بهترین کارگردانی (جاشوا لوگن)
- جایزه اسکار بهترین تدوین فیلم (آرتور پ. اشمیت و فیلیپ دابلیو. اندرسون)
- جایزه اسکار بهترین فیلم (ویلیام گوئتز)
- جایزه اسکار بهترین فیلم‌نامه اقتباسی (پل اوسبورن)